# Temixco (kommun)
Temixco är en kommun i Mexiko.   Den ligger i delstaten Morelos, i den sydöstra delen av landet, 70 km söder om huvudstaden Mexico City.
Följande samhällen finns i Temixco:
- Temixco
- Campo Sotelo
- Solidaridad
- Colonia Santa Úrsula
- Benito Juárez
- Eterna Primavera
- Colonia Miguel Hidalgo
- Santa Cruz Milpillas
- Asociación de Colonos de Tepeyac
- Colonia las Águilas de los Tehuixtles
- Colonia la Parota
- Ampliación de los Amates